# Tommy McAvoy
Pour les articles homonymes, voir McAvoy.
Thomas McLaughlin McAvoy, né le 14 décembre 1943 à Rutherglen et mort le 8 mars 2024, est une personnalité politique écossaise du parti travailliste et coopératif.
McAvoy est député pendant plus de 20 ans, d'abord comme député de Glasgow Rutherglen de 1987 à 2005, puis de Rutherglen et Hamilton West de 2005 à 2010 . 
Il est plusieurs fois whip du gouvernement des communes, notamment contrôleur de la Maison (whip de jumelage du gouvernement) de 1997 à 2008, puis trésorier de la Maison (whip en chef adjoint du gouvernement) de 2008 à 2010. 
Il entre chez les Lords après avoir pris sa retraite en tant que député peu de temps après les élections générales de 2010, où il est porte-parole de l'opposition pour l'Écosse et l'Irlande du Nord ainsi que whip principal.

## Jeunesse et carrière
McAvoy est né à Rutherglen le 14 décembre 1943. Il travaille comme magasinier à l'usine Hoover de Cambuslang et est délégué syndical pour l'Amalgamated Engineering Union ; à la suite de la succession de fusions syndicales, il est désormais membre d'Unite the Union (section Amicus). 
En 1982, McAvoy est élu au conseil régional de Strathclyde et siège jusqu'en 1987. 

## Carrière parlementaire
Il est élu au Parlement en 1987 en tant que député travailliste et coopératif écossais de Glasgow Rutherglen. De 2005 à 2010, il est député de Rutherglen et de Hamilton-Ouest. 
Il est whip de l'opposition de 1990 à 1993 et de nouveau de 1996 à 1997. 
Lorsque le Parti travailliste est arrivé au gouvernement en 1997, McAvoy est nommé contrôleur de la Maison, le troisième poste le plus élevé du bureau des whips du gouvernement. Il conserve le même poste jusqu'en 2008, devenant l'un des contrôleurs les plus anciens de l'histoire. Il est nommé au Conseil privé en 2003. En octobre 2008, il est promu trésorier de la Maison et whip en chef adjoint. 
McAvoy réalise l'exploit rare parmi les whips de rester populaire auprès des députés travaillistes. Une motion présentée en début de journée en juillet 2006 note «la difficile tâche qu'il a de sécuriser les affaires du gouvernement tout en répondant aux exigences parlementaires, politiques et personnelles de 352 collègues du travail» et le félicite pour «le respect qu'il a gagné de tous les côtés de la Chambre pour son aptitude à exercer ces fonctions "; signée par 135 députés. 
Le 20 février 2010, McAvoy annonce qu'il se retirerait lors des élections générales . Le siège est conservé par le parti travailliste avec l'élection de Tom Greatrex. Le 22 juin 2010, McAvoy est créé pair à vie comme baron McAvoy, de Rutherglen dans le Lanarkshire, et est présenté à la Chambre des lords ce jour-là. 
Il reste à ce jour le whip du gouvernement le plus ancien de l'histoire du Parlement avec plus de 13 ans de service au bureau des whips du gouvernement. Selon The Guardian : "... [ses] croisades personnelles ont été pour la paix en Irlande du Nord et contre l'avortement" ( Andrew Roth, The Guardian). 
Depuis son introduction auprès des Lords, il est whip principal. En 2012, il assume le rôle de porte-parole de l'opposition pour l'Écosse et l'Irlande du Nord. En mai 2015, après l'élection d'Angela Smith au poste de chef de l'opposition chez les Lords, il prend le poste de whip en chef adjoint de l'opposition à la Chambre des lords, siégeant avec Denis Tunnicliffe. 
Le 24 janvier 2018, il est élu whip en chef des travaillistes à la Chambre des lords et donc whip en chef de l'opposition, succédant à Steve Bassam. 

## Vie privée
McAvoy et son épouse Eleanor ont quatre fils. Il est un ami d'école de Bobby Murdoch, plus tard un footballeur à succès avec le Celtic et l'Équipe d'Écosse de football . 
Son frère Eddie McAvoy est un homme politique local à la retraite qui a également travaillé chez Hoover et a ensuite été chef du South Lanarkshire Council de 1999 à 2017. 